# Eske Brun
Eske Brun (født 25. maj 1904 i Aalborg, død 11. oktober 1987) var en dansk embedsmand i Grønlandsadministrationen i perioden fra 1932 til 1964.

## Baggrund og uddannelse
Han var søn af stiftamtmand Charles Brun, blev student fra Ordrup Gymnasium 1922 og tog juridisk embedseksamen fra Københavns Universitet i 1929.

## Grønland
I 1932, i en alder af 28, blev han ansat som vikar for landsfogeden i Nordgrønland. I 1939 blev han fastansat som landsfoged. Da 2. verdenskrig begyndte, overtog Eske Brun og hans kollega Aksel Svane det administrative ansvar for Grønland, som følge af Nazi-Tysklands besættelse af Danmark. Landsfogederne havde ifølge Grønlands styrelseslov af 1925 hjemmel til at administrere Grønland uafhængigt af Danmark i en nødsituation. 
De fik organiseret forsyningsliner fra USA og Canada, via den danske ambassadør i Washington, Henrik Kauffmann. Fra 1941 og frem til krigens afslutning opholdte Aksel Svane sig i USA, for at organiserer forsyningerne og Eske Brun overtog også det administrative ansvar som landsfoged i Sydgrønland. Administrationen blev centraliseret i Nuuk.
Efter krigen vendte han tilbage til Danmark. I 1947 blev Eske Brun udnævnt til vicedirektør i Grønlands Styrelse. Brun var en drivende kraft i moderniseringen af det grønlandske samfund efter 2. Verdenskrig. I januar 1949 efterfulgte han Knud Oldendow som direktør i Grønlands styrelsen. Året efter blev Grønlands Styrelse omformet til departement under Statsministeriet og Brun blev udnævnt til departementschef.